# Abarth 600e
L'Abarth 600e est un crossover sportif électrique du constructeur automobile italien Abarth basé sur la Fiat 600 de 2023.

## Présentation
L'Abarth 600e est présentée le 10 février 2024 à Milan. Elle est le dérivé sportif de la Fiat 600e, développé conjointement par Abarth et Stellantis Motorsport. Elle est à ce jour l'Abarth la plus puissance de l'histoire de la marque italienne.
Elle est lancée fin octobre 2024.

## Caractéristiques techniques
Le crossover repose sur la plateforme technique Perfo-eCMP dérivée de la CMP du groupe Stellantis. Cette définition hautes performances de la plate-forme CMP est aussi utilisée par l'Alfa Romeo Junior QV et la Lancia Ypsilon HF.

## Finitions

### Série limitée
- Abarth 600e Pack Scorpionissima, limitée à 1 949 exemplaires en 2024[4].